# Unione Sportiva Triestina 1935-1936
Questa voce raccoglie le informazioni riguardanti l'Unione Sportiva Triestina nelle competizioni ufficiali della stagione 1935-1936.

## Rosa
| N. |                   | Ruolo | Calciatore         |
| -- | ----------------- | ----- | ------------------ |
|    | Italia (bandiera) | P     | Antonio Tricarico  |
|    | Italia (bandiera) | P     | Egidio Umer        |
|    | Italia (bandiera) | D     | Giuseppe Geigerle  |
|    | Italia (bandiera) | D     | Elio Loschi        |
|    | Italia (bandiera) | D     | Marino Nicoli      |
|    | Italia (bandiera) | C     | Piero Castello     |
|    | Italia (bandiera) | C     | Luigi Spanghero    |
|    | Italia (bandiera) | C     | Bruno Chizzo       |
|    | Italia (bandiera) | C     | Marcello Cuffersin |

| N. |                   | Ruolo | Calciatore       |
| -- | ----------------- | ----- | ---------------- |
|    | Italia (bandiera) | C     | Luigi Busidoni   |
|    | Italia (bandiera) | C     | Mario Villini    |
|    | Italia (bandiera) | C     | Emilio Rancilio  |
|    | Italia (bandiera) | A     | Nereo Rocco      |
|    | Italia (bandiera) | A     | Germano Mian     |
|    | Italia (bandiera) | A     | Luigi Colaussi   |
|    | Italia (bandiera) | A     | Piero Pasinati   |
|    | Italia (bandiera) | A     | Romolo Simonetti |
|    | Italia (bandiera) | A     | Giovanni Buich   |

## Statistiche

### Statistiche di squadra
| Competizione | Punti | In casa | In casa | In casa | In casa | In casa | In casa | In trasferta | In trasferta | In trasferta | In trasferta | In trasferta | In trasferta | Totale | Totale | Totale | Totale | Totale | Totale | DR |
| Competizione | Punti | G       | V       | N       | P       | Gf      | Gs      | G            | V            | N            | P            | Gf           | Gs           | G      | V      | N      | P      | Gf     | Gs     | DR |
| ------------ | ----- | ------- | ------- | ------- | ------- | ------- | ------- | ------------ | ------------ | ------------ | ------------ | ------------ | ------------ | ------ | ------ | ------ | ------ | ------ | ------ | -- |
| Serie A      | 32    | 15      | 10      | 5       | 0       | 34      | 9       | 15           | 0            | 7            | 8            | 12           | 30           | 30     | 10     | 12     | 8      | 46     | 39     | +7 |
| Coppa Italia |       | 1       | 0       | 1       | 0       | 1       | 1       | 2            | 1            | 0            | 1            | 4            | 4            | 3      | 1      | 1      | 1      | 5      | 5      | 0  |
| Totale       |       | 16      | 10      | 6       | 0       | 35      | 10      | 17           | 1            | 7            | 9            | 16           | 34           | 33     | 11     | 13     | 9      | 51     | 44     | +7 |

### Statistiche dei giocatori
| Giocatore    | Serie A  | Serie A | Coppa Italia | Coppa Italia | Totale   | Totale |
| Giocatore    | Presenze | Reti    | Presenze     | Reti         | Presenze | Reti   |
| ------------ | -------- | ------- | ------------ | ------------ | -------- | ------ |
| G. Bucci     | 1        | 0       | 1            | 0            | 2        | 0      |
| L. Busidoni  | 14       | 6       | -            | -            | 14       | 6      |
| P. Castello  | 30       | 0       | 3            | 0            | 33       | 0      |
| B. Chizzo    | 30       | 3       | 3            | 0            | 33       | 3      |
| L. Colaussi  | 26       | 8       | 2            | 1            | 28       | 9      |
| M. Cuffersin | 24       | 0       | 2            | 0            | 26       | 0      |
| G. Geigerle  | 29       | 0       | 1            | 0            | 30       | 0      |
| E. Loschi    | 24       | 0       | 2            | 0            | 26       | 0      |
| G. Mian      | 28       | 10      | 2            | 2            | 30       | 12     |
| M. Nicoli    | 4        | 0       | 1            | 0            | 5        | 0      |
| P. Pasinati  | 25       | 7       | 3            | 0            | 28       | 7      |
| E. Rancilio  | 1        | 0       | -            | -            | 1        | 0      |
| N. Rocco     | 29       | 11      | 3            | 1            | 32       | 12     |
| Scapin       | -        | -       | 2            | 0            | 2        | 0      |
| R. Simonetti | 2        | 0       | -            | -            | 2        | 0      |
| L. Spanghero | 30       | 1       | 1            | 0            | 31       | 1      |
| Trevisan     | -        | -       | 1            | 1            | 1        | 1      |
| A. Tricarico | 20       | -19     | 2            | -2           | 22       | -21    |
| E. Umer      | 10       | -20     | 1            | -3           | 11       | -23    |
| M. Villini   | 3        | 0       | 3            | 0            | 6        | 0      |